# Dicranolejeunea yoshinagana
Dicranolejeunea yoshinagana là một loài Rêu trong họ Lejeuneaceae. Loài này được (S. Hatt.) Mizut. mô tả khoa học đầu tiên năm 1961.